# Nelone cadmeis
Nelone cadmeis är en fjärilsart som beskrevs av William Chapman Hewitson 1866. Nelone cadmeis ingår i släktet Nelone och familjen Riodinidae. Inga underarter finns listade i Catalogue of Life.